# Le 1
Le 1 est un journal hebdomadaire français fondé en avril 2014 par Henry Hermand, Éric Fottorino, Natalie Thiriez et Laurent Greilsamer. Il est édité par la société FGH invest.
Chaque semaine le titre traite une grande question d'actualité à travers les regards d'écrivains, de chercheurs, de philosophes ou d'anthropologues, et aussi d'artistes, poètes, illustrateurs et d'experts. 

## Présentation
Le 1 traite d'un seul sujet par numéro et par semaine, selon différents aspects ou points de vue, exprimés par les contributeurs. Le 1 pour une notion, un savoir, un débat, sous plusieurs angles tels que la philosophie, l'histoire, l'économie, la littérature ou la poésie.
Les fondateurs du 1 se donnent pour ambition de renouveler l'offre éditoriale proposée aux lecteurs de presse écrite, avec un journal resserré regardant l'actualité autrement pour « comprendre et ressentir le monde qui vient ».
Le 1 est disponible chaque mercredi chez les marchands de journaux, en kiosque ou sur abonnement. Il est également distribué en Belgique, en Suisse, au Luxembourg, au Canada, aux États-Unis, au Maroc et Tunisie. 
33 000 exemplaires sont écoulés en moyenne chaque semaine, dont 16 000 en abonnement. Le journal a atteint l’équilibre financier en un peu plus de deux ans. Mais aujourd’hui, Le 1 n’est plus seulement un journal mais aussi un mini groupe de presse et d’édition qui réalise 3,6 millions d'euros de chiffres d’affaires et emploie 32 salariés (d'après Linkedin.)
En 2024, la holding Artémis de François Pinault, propriétaire du magazine Le Point et de l'hebdomadaire Point de vue, rachète les 40 % du capital que détenait Henry Hermand et ses héritiers. Éric Fottorino, Natalie Thiriez et la famille de Laurent Greilsamer possèdent 60 % du capital.

## Forme

### Trois parties
Le format se développe en trois parties selon Éric Fottorino : 

« Le premier format, tout plié (format A4), invite à une approche sensible, émotionnelle, littéraire du sujet. En effectuant un premier dépliage (format tabloïd), vous accédez à un second univers  : celui de l’analyse et de l’expertise, avec aussi de la philosophie...
Lorsque vous le dépliez complètement (format carte routière), c’est l’invitation au voyage, à un ailleurs où l’imagination et le rationnel se réunissent. D’ailleurs, le journal a notamment été appelé ainsi parce que le chiffre 1 représente l’unité du savoir, à la fois le rationnel et le sensible. »

### Design papier
Pour les graphismes le journal a fait appel au concepteur graphique Antoine Ricardou, auteur du site web du centre Pompidou.

### Hors-séries (format compact)
Le 1 publie régulièrement des hors-séries, de pagination variable, sur des sujets divers. 18 numéros ont été édités (en septembre 2018). Ces hors-séries peuvent être en partenariat, par exemple lorsqu'il s'agit de recueils de nouvelles de divers auteurs. Il publie également des numéros Le 1 XL ayant un format particulier (le double d'un numéro normal).

## Émission de télévision
Ouvrez le 1 est présenté sur France Info par Émilie Tran Nguyen et Éric Fottorino depuis janvier 2019, le mercredi à 22 h 30.
Depuis janvier 2020, :Ouvrez le 1 est diffusé le dimanche soir à 21 h sur FranceInfo.